# North Caldwell

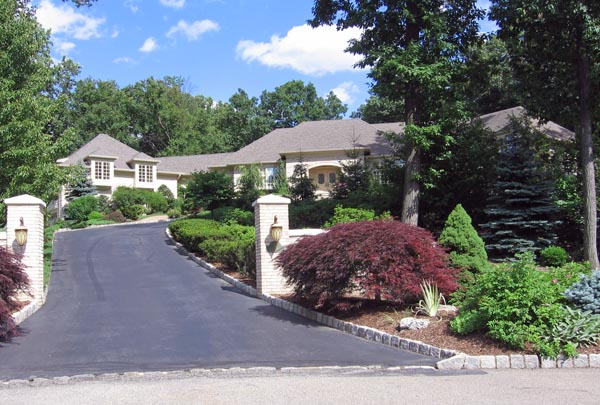
La villa di Tony Soprano nella serie televisiva I Soprano a North Caldwell

North Caldwell (in italiano Caldwell Nord) è un borough (comune) situato nella Contea di Essex in New Jersey negli Stati Uniti.
Secondo il censimento del 2010, la popolazione conta 6.183 abitanti.